# Frogger
Frogger (da frog = rana) è un videogioco d'azione arcade introdotto nel 1981, sviluppato da Konami e distribuito negli Stati Uniti da SEGA. Il gioco è considerato un classico ed è molto popolare per il suo sistema di gioco originale e per il tema. Venne convertito per numerosi home computer e console, generalmente i diritti di pubblicazione andarono a Parker Brothers per le versioni in cartuccia e a SierraVision, allora una divisione di Sierra On-line, per le versioni su supporto magnetico. Molte imitazioni e versioni non ufficiali uscirono con titoli come Froggy o Hopper.

## Modalità di gioco
L'obiettivo del gioco è di guidare una rana verso la sua tana. Per farlo, il giocatore deve riuscire a far attraversare all'anfibio prima un'autostrada e poi un fiume pieno di insidie, evitando inoltre di far scadere il tempo. Si possono raccogliere alcuni bonus lungo il percorso.
La visuale è dall'alto, la rana parte dal fondo dello schermo e può muoversi nelle quattro direzioni. Il moto non è continuo e ad ogni colpetto del joystick la rana fa un piccolo balzo di lunghezza fissa, spostandosi come su una scacchiera invisibile.

### L'autostrada
L'autostrada è attraversata da vari tipi di veicoli, distribuiti su 5 corsie (4 in molte conversioni) a varie velocità e versi alternati. Naturalmente il giocatore perde una rana se viene investita. Ai lati dell'autostrada ci sono due tratti erbosi che sono gli unici posti "tranquilli" dove la rana non rischia finché si muove destra/sinistra. Il giocatore può prendersi qui una pausa e aspettare il momento buono per l'attraversamento della strada o del fiume, ma tenendo conto del limite di tempo.

### Il fiume
Il fiume è attraversato da tre file interminabili di tronchi galleggianti portati dalla corrente, miste a due file di tartarughe che nuotano controcorrente. In questo caso non bisogna schivare gli ostacoli, ma passarci sopra utilizzandoli come traghetto. Infatti cadere nell'acqua è letale, come anche essere trascinati fuori dallo schermo. Periodicamente alcuni gruppi di tartarughe si immergono per un istante, facendo annegare la rana se si trova al di sopra. Ogni tanto compaiono serpenti, coccodrilli e lontre, da evitare. In compenso sul fiume si trovano anche i bonus da raccogliere: insetti e una rana femmina.
Al termine del fiume ci sono 5 tane, il giocatore deve portare una rana in ciascuna di esse per terminare il livello. Balzare in una tana già occupata prima è un altro dei tanti modi per perdere una vita.

## Eredità

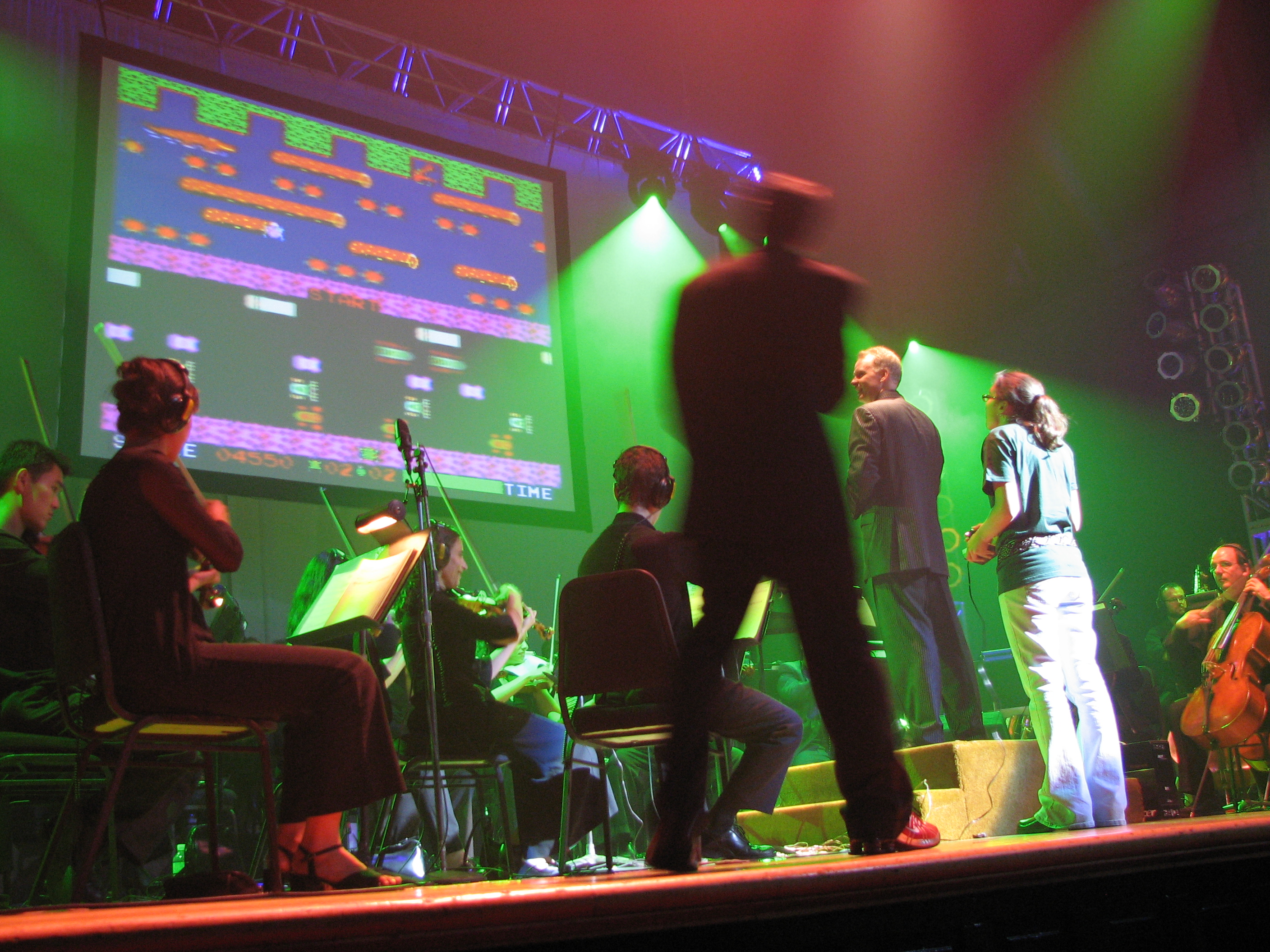
Gara di Frogger al Video Games Live di Toronto

Non ci fu un seguito ufficiale di Frogger per sala giochi, ma il gioco ha ispirato numerosi seguiti e rifacimenti per le piattaforme domestiche:
- Frogger II: ThreeeDeep! (1984)
- Frogger (1997)
- Frogger 2: Swampy's Revenge (2000)
- Frogger: The Great Quest (2001)
- Frogger's Adventures: Temple of the Frog (2001)
- Frogger Beyond (2001)
- Frogger Advance: The Great Quest (2002)
- Frogger's Adventures 2: The Lost Wand (2002)
- Frogger's Journey: The Forgotten Relic (2003)
- Frogger's Adventures: The Rescue (2003)
- Frogger: Ancient Shadow (2005)
- Frogger: Helmet Chaos (2005)
- Frogger for Prizes (2005)
- Frogger meets Casey Berry (2006)
- Frogger's 25 Anniversary (2006)
- Frogger 3D (2011)

Un seguito non ufficiale uscì anche in sala giochi nel 1990: Lady Frog. Una delle novità di questo titolo è che la striscia tra strada e fiume è sostituita da una spiaggia, anch'essa piena di pericoli. Inoltre ha ispirato la realizzazione di un gioco disponibile su Android, iOS e Windows Phone chiamato Crossy Road.

### Altri media
La Milton Bradley nel 1981 pubblicò un gioco da tavolo per bambini ispirato al videogioco: One Wrong Leap Will Get You Squished And Splattered. In questo caso due giocatori hanno ciascuno la propria schiera di rane, tronchi e automobili, e devono cercare di salvare più rane dell'avversario.
La rana di Frogger è protagonista di tre episodi di Saturday Supercade, serie televisiva animata del 1983 dedicata ai videogiochi.
Nel 1982 Frogger ha ispirato una canzone del duo Buckner & Garcia dal titolo Froggy's lament, contenuta nell'album a tema videoludico Pac-Man Fever. La canzone oltre a parlare del gioco, conteneva suoni e jingle originali tratti da quest'ultimo.
Nel 1985 la punk-rock band Bad Religion pubblica l'EP Back to the Known, la cui seconda traccia è intitolata Frogger, e il testo della canzone parla di un uomo stanco e disilluso che attraversa la strada "giocando a Frogger con la sua vita".